# J.D. Pollstraat 6
De villa J.D. Pollstraat 6 te Hoorn (Noord-Holland) werd in 1963 gebouwd naar ontwerp van P.H. Cuperus. In de omgeving van het pand, in de J.D. Pollstraat en de Eikstraat, staan vergelijkbare woningen. De villa werd in 2018 door de gemeente aangewezen als gemeentelijk monument.

## Vormgeving
De twee bouwlagen tellende villa staat op een vrijwel vierkante plattegrond. De begane grond bestaat uit zandkleurige bakstenen en de verdiepingsmuren bestaan uit zwarte verticaal geplaatste houten delen. 
Op de begane grond loopt op elke hoek een van de muren door, om daar de hoek te benadrukken. Naast de zwarte garagedeur loopt de muur naar de straat door, op de andere hoek juist de voorgevel om de begane grond daar groter te laten lijken. Aan de achterzijde lopen de zijgevels door om zo de achtergevel te benadrukken. De begane grond lijkt zo groter dan dat deze is, want de verdieping heeft rondom een overstek van 40 centimeter. Rondom wordt de verdieping begrensd door een witte dakrand en een witte rand aan de onderzijde. Alle kozijnen en op de garagedeur na ook alle deuren, zijn wit geverfd.
Het in- en exterieur zijn als een samenhangend geheel ontworpen, delen van het interieur lopen door naar buiten en andersom. Een kastenwand in de woonkamer loopt door de tuin in als muur en een plantenbak staat aan weerszijden van de achtergevel. De woonkamer kent verschillende hoogteverschillen, wat in de jaren '70 pas meer algemeen zou worden in de vorm van zitkuilen.